# Supererogacja
Supererogacja (łac. super: ponad, poza;  łac. erogare: dzielić, ofiarować) – działania wykraczające poza obowiązek, tzw. czyny chwalebne, np. dawanie jałmużny lub poświęcenie życia za kogoś.

## Definicja supererogacjiAndrzeja Kaniowskiego
Pojęcie supererogacji okazuje się [...] pewną teoretyczną hybrydą, gdyż aby zakwalifikować uczynek jako supererogacyjny wymagane jest zarówno uwzględnienie jego odniesienia do czysto deontologicznych imperatywów, jak i do empirycznych, przygodnych warunków i okoliczności. Dlatego też nie może ono, jak to chcieli uczynić niektórzy obrońcy supererogacji, zostać potraktowane jako jedna z kategorii moralnych, które lokują się na jednym poziomie, na poziomie deontologicznym, a zatem nie może występować jako równorzędna kategoria obok kategorii nakazu, zakazu, czy obowiązku. Wszelako kategoria ta, budująca pomost pomiędzy teorią etyczną a wiedzą opartą na doświadczeniu, jest niewątpliwie nieodzownym pojęciem naszego myślenia, przynajmniej tak długo, jak długo nasza potoczna świadomość zmuszać nas będzie do mówienia o czynach stanowiących zasługę, a to znaczy: chwalebnych.

## RacjeJames Opie Urmsonaza wyróżnieniem osobnej kategorii czynów supererogacyjnych
1. Od obowiązków moralnych nie można się dyspensować, od czynów supererogacji tak.
2. Spełnienie zwykłych obowiązków musi leżeć w gestii zwykłych ludzi.
3. Obowiązki moralne muszą odnosić się do reguł niezmiennych i obowiązujących wszystkich, czyny supererogacji odnoszą się do chcenia.
4. Jeśli coś jest obowiązkiem, to wszyscy muszą tego przestrzegać. W czynach supererogacji nie ma symetrii.
5. W dziedzinie moralnych obowiązków działamy jakby pod przymusem. W czynach supererogacji jest dowolność.